# Crassichroma cameronensis
Crassichroma cameronensis là một loài bọ cánh cứng trong họ Cerambycidae.